# Jun (subdivisão de país)
Um jun é uma divisão administrativa histórica da China da dinastia Zhou (c. século VII a.C.) até o início da Dinastia Tang (c. século VII a.C.). Geralmente, é traduzido como comandaria ou  prefeitura.

## História e desenvolvimento

### China

#### Dinastia Zhou
Durante o Período das Primaveras e Outonos da Zhou posterior dos séculos VIII a V a.C., os maiores e mais poderosos estados vassalos da dinastia Zhou—incluindo Qin, Jin e Wei—começaram a anexar seus rivais menores. Essas novas terras não faziam parte dos seus feudos originais e foram organizados em condados (xiàn). Eventualmente, juns foram desenvolvidos como fronteiras entre os reinos principais. Apesar de terem populações menores e se classificarem mais abaixo nas hierarquias oficiais, os juns foram maiores e apresentaram maior força militar do que os condados.
À medida que o território de cada estado gradualmente tomou forma no século V ao III a.C. Período dos Reinos Combatentes, o jun nas fronteiras floresceu. Isso deu origem a um sistema administrativo de dois níveis com condados subordinados a jun. Cada um dos territórios dos estados era agora comparativamente maior, portanto, não havia necessidade do poder militar de um jun nas regiões internas onde os municípios eram estabelecidos. O significado militar e estratégico da fronteira tornou-se mais importante do que os dos condados.

#### Dinastia Qin
Após a unificação da China em 221 a.C. sob o Império Qin , o governo Qin ainda teve que se envolver em atividades militares porque havia rebeldes entre os seis ex-estados que não estavam dispostos a se submeter à regra de Qin. Como resultado, o Primeiro Imperador estabeleceu 36 juns no Império Qinː cada um, subdividido em condados. Isso estabeleceu o primeiro sistema administrativo de duas camadas conhecido por existir na China.

#### Dinastia Han e período dos Três Reinos
Quando a Dinastia Han triunfou sobre Chu em 206 a.C., o sistema feudal de Zhou foi inicialmente refeito, com o Imperador Gao reconhecendo reis quase independentes e concedendo grandes territórios aos seus parentes. Estes dois conjuntos de reinos foram colocados sob governantes hereditários, assistidos por um chanceler (xiàng). Paralelamente a isso, alguns juns Qin continuaram, colocados sob um governador nomeado diretamente pelo governo central.
Durante os três primeiros séculos da Era Cristã, durante a Dinastia Han Oriental e o período dos Três Reinos, os juns foram subordinados a uma nova divisão provincial, a zhōu. Com base em relatos lendários das Nove Províncias do Imperador Amarelo, geralmente havia 13 zhōu e muitos mais juns.

#### Dinastia Jin e Dinastias do Sul e do Norte
Durante os cinco séculos seguintes, durante o período Jin e Dinastias do Sul e do Norte, o número de distritos administrativos foi aumentado e um sistema de três níveis, composto por províncias, jun, e condados e mdash; foi estabelecido. Para limitar o poder de qualquer senhor local, a China foi dividida em mais de 200 províncias, 600 juns, e mil municípios. Cada província consistiu em dois ou três juns e cada jun tinha dois ou três municípios sob sua jurisdição.

#### Dinastias Sui e Tang
Durante o reinado do Imperador Wen da Dinastia Sui (581-618), o nível jun da administração foi, temporariamente, abolido.
Depois de a Dinastia Tang ter se estabelecido em 618, o antigo jun tornou-se prefeitura, mas foi referido como zhōu. O Imperador Xuanzong inverteu essas mudanças durante o seu reinado de 712 a 756. A partir daí, o termo jun não foi mais usado no sistema de divisão administrativa. Depois de o Imperador Suzong subir ao trono em 756, mudou as comandas de volta às prefeituras.

### Japão
Quando Taiwan estava sob o governo japonês, altos funcionários encarregados de subdivisões administrativas eram conhecidos como junshou de 1920 a 1945. No final de 1945, havia 51 juns em Taiwan.

## Hierarquia administrativa
No Período dos Estados Combatentes, os principais funcionários administrativos das áreas eram conhecidos como administradores jun (郡守, jùnshǒu). Na dinastia Han, a posição de  junshou  foi renomeada como grande administrador (太守, tàishǒu). Ambos os termos também são traduzidos como "governador". Um grande administrador obteve um salário anual de 2.000 dan (石) de grão, de acordo com o pinzhi (品秩, pǐnzhì) sistema de classificação administrativa. Muitos ex-grandes administradores foram promovidos para as postagens do Três Excelências ou Nove Ministros mais tarde em suas carreiras.

## Outros usos
No contemporâneo Mandarim, a palavra jùn também é usada para traduzir a divisão administrativa shire da língua inglesa. 